# این و آن (فیلم ۱۹۸۳)
این و آن (ایتالیایی: Questo e Quello) یک فیلم کمدی ایتالیایی به کاگردانی سرجو کوربوچی است که در سال ۱۹۸۳ منتشر شد.

## گزیدهٔ بازیگران

### بخش اول: این عشق ناممکن
- رناتو پوتستو
- ژانت اوگرن
- جانی آگوس
- نینو مانفردی
- میکلا میتی

### بخش دوم: با کلاهی قرمز
- نینو مانفردی
- دزیره نوسبوش
- سیلوا کوشچینا
- رناتو پوتستو
- پائولو پانلی
- ناندا پریماورا
- فرانکو اسکاندورا